# 12 Dywizja Piechoty (Cesarstwo Niemieckie)

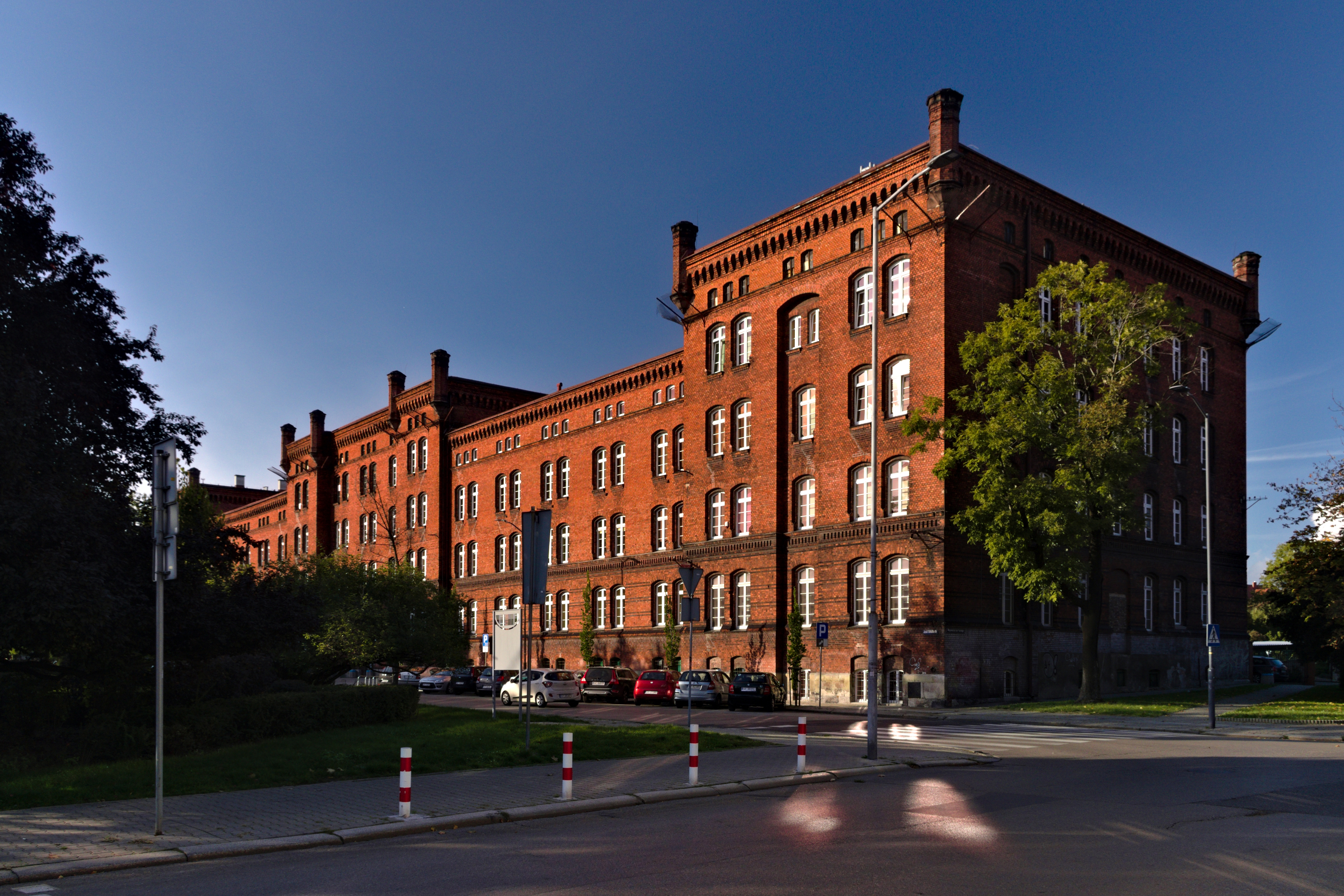
Budynek koszar III batalionu 22 pułku piechoty „Keith” w Bytomiu (2020)

12 Dywizja (niem. 12. Division (Deutsches Kaiserreich)) – niemiecki związek taktyczny okresu Cesarstwa Niemieckiego, którego siedziba dowództwa była w Nysie. Dywizja wchodziła w skład VI Korpusu Armii Niemieckiej.

## Skład dywizji w 1914
2 sierpnia 1914
- 23 Brygada Piechoty (23. Infanterie-Brigade) w Gliwicach
  - 22 pułk piechoty (1 Górnośląski) (Infanterie-Regiment „Keith” (1. Oberschlesisches) Nr. 22) w Gliwicach i Katowicach
  - 156 Pułk Piechoty (3 Śląski) (3. Schlesisches Infanterie-Regiment Nr. 156) w Bytomiu i Tarnowskich Górach
- 24 Brygada Piechoty (24. Infanterie-Brigade) w Nysie
  - 23 Pułk Piechoty im. von Winterfeldta (2 Górnośląski) (Infanterie-Regiment „von Winterfeldt“ (2. Oberschlesisches) Nr. 23) w Nysie
  - 62 Pułk Piechoty (3 Górnośląski) (3. Oberschlesisches Infanterie-Regiment Nr. 62) w Koźlu i Raciborzu
- 78 Brygada Piechoty (78. Infanterie-Brigade) w Brzegu
  - 63 pułk piechoty (4 Górnośląski) (4. Oberschlesisches Infanterie-Regiment Nr. 63) w Opolu i Lublińcu
  - 157 pułk piechoty (4 Śląski) (4. Schlesisches Infanterie-Regiment Nr. 157) w Brzegu
- 12 Brygada Kawalerii (12. Kavallerie-Brigade) w Nysie
  - 4 Pułk Huzarów im. von Schilla (1 Śląski) (1. Schlesisches Husaren-Regiment Nr. 4) w Oławie
  - 6 Pułk Huzarów im. Hrabiego Goetzena (2 Śląski) (2. Schlesisches Husaren-Regiment Nr. 6) w Głubczycach i Raciborzu
- 44 Brygada Kawalerii (44. Kavallerie-Brigade) w Gliwicach
  - 2 Pułk Ułanów im. von Katzlera (Śląski) (Ulanen-Regiment „von Katzler“ (Schlesisches) Nr. 2) w Gliwicach i Pszczynie
  - 11 Pułk Strzelców Konnych (Jäger-Regiment zu Pferde Nr. 11) w Tarnowskich Górach i Lublińcu
- 12 Brygada Artylerii Polowej (12. Feldartillerie-Brigade) w Nysie
  - 21 pułk artylerii polowej (1 Górnośląski) (Feldartillerie-Regiment „von Clausewitz“ (1. Oberschlesisches) Nr. 21) w Nysie i Grodkowie
  - 57 pułk artylerii polowej (2 Górnośląski) (2. Oberschlesisches Feldartillerie-Regiment Nr. 57) w Prudniku i Gliwicach